# 헨리 롤런드

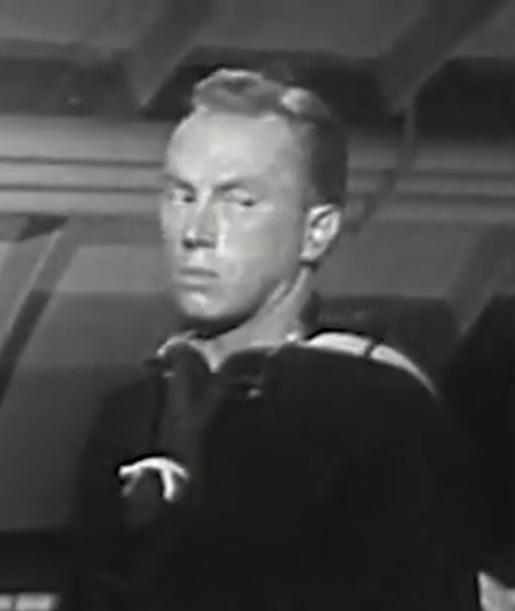

헨리 롤런드(Henry Rowland, 1913년 9월 24일 ~ 1984년 4월 26일)는 미국의 배우, 스턴트 배우, 텔레비전 배우이다.
오마하에서 태어났다.

## 영화
- 울트라 빅센 (1979년)
- 프리스코 키드 (1979년)
- 더 세븐 미니츠 (1971년)
- 인형의 골짜기를 넘어서 (1970년)
- 조로, 더 어벤저 (1959년)
- 조로 (1957년)
- 우정어린 설득 (1956년)
- 공격 (1956년)
- 딜론 보안관 (1955년)
- 샤이안 (1955년)
- 한없는 추적 (1953년)
- 형제는 용감했다 (1953년)
- 좀비 오브 더 스트래터스피어 (1952년)
- 전신 언덕의 집 (1951년)
- 아스팔트 정글 (1950년)
- 솔로몬 왕의 보고 (1950년)
- 론 레인저 - 49년 시리즈 (1949년)
- 투 더 빅터 (1948년)
- 골든 이어링 (1947년)
- 엣지 오브 다크니스 (1943년)
- 사막의 노래 (1943년)
- 쉽 아호이 (1942년)
- 카사블랑카 (1942년)
- 독수리는 다시 난다 (1941년)
- 이스케이프 (1940년)